# Лилипут (фотоаппарат)
Лилипу́т — простейший советский плёночный фотоаппарат, производившийся Государственным оптико-механическим заводом в конце 1930-х годов.
Предназначался для начинающих фотолюбителей (в основном для детей) и продавался по доступной цене. Аналог простейшего фотоаппарата Sida Standard, выпускавшегося с 1937 года фирмой SIDA GmbH (Германия) Фрица Кафтански.
Продавался в комплекте с фотоплёнкой за 35 рублей.
Снят с производства в 1940 году в связи с началом выпуска фотоаппарата «Малютка».

## Технические характеристики
- Корпус пластмассовый (бакелитовый) бордовой и чёрной расцветки со съёмной задней крышкой. В верхней части установлен оптический видоискатель типа «Алибада» с увеличением 0,6×.
- Размер кадра — 24×24 мм[2]. В фотоаппарате использовалась 35-мм киноплёнка на 8 или 12 кадров с подклейкой чёрной бумаги.
- Объектив — однолинзовый («монокль») 9/38 мм, с фиксированной диафрагмой. Объектив жёстковстроенный, нефокусируемый (установлен на гиперфокальное расстояние), глубина резко изображаемого пространства от 2-3 метров до бесконечности.
- Фотографический затвор — центральный, секторный, залинзовый с выдержками «М» (1/30 с) и «В».
- Перемотка плёнки — вручную, маховичком, с контролем числа кадров через круглое смотровое окно в задней крышке по цифрам, проставленным на чёрной бумаге.
- Для печати фотографий выпускалось специальное приспособление — фотоувеличительная приставка, позволявшая посредством использования передней части аппарата (с объективом) получать фотографии размером 62×65 мм.

## Галерея

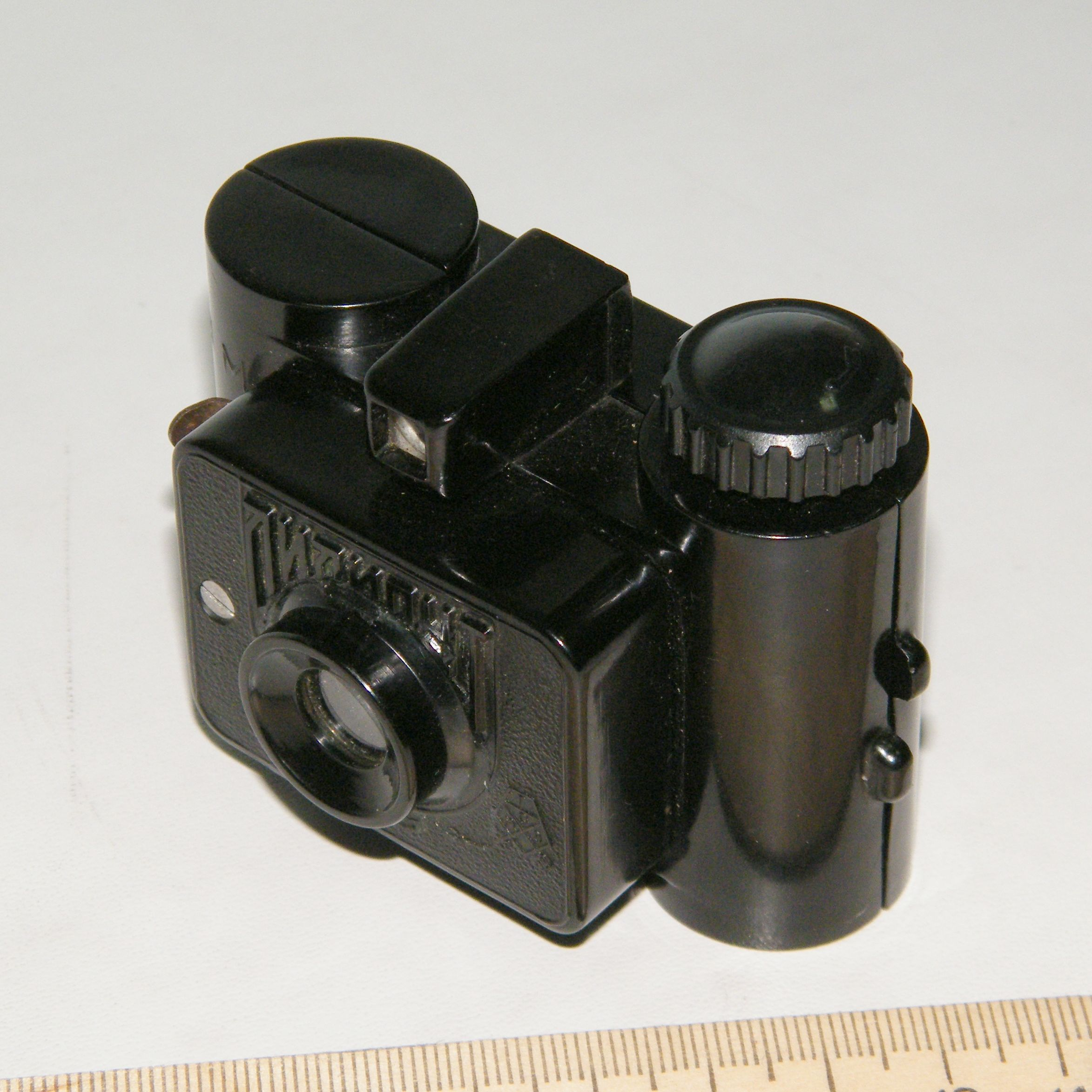
Вид сверху
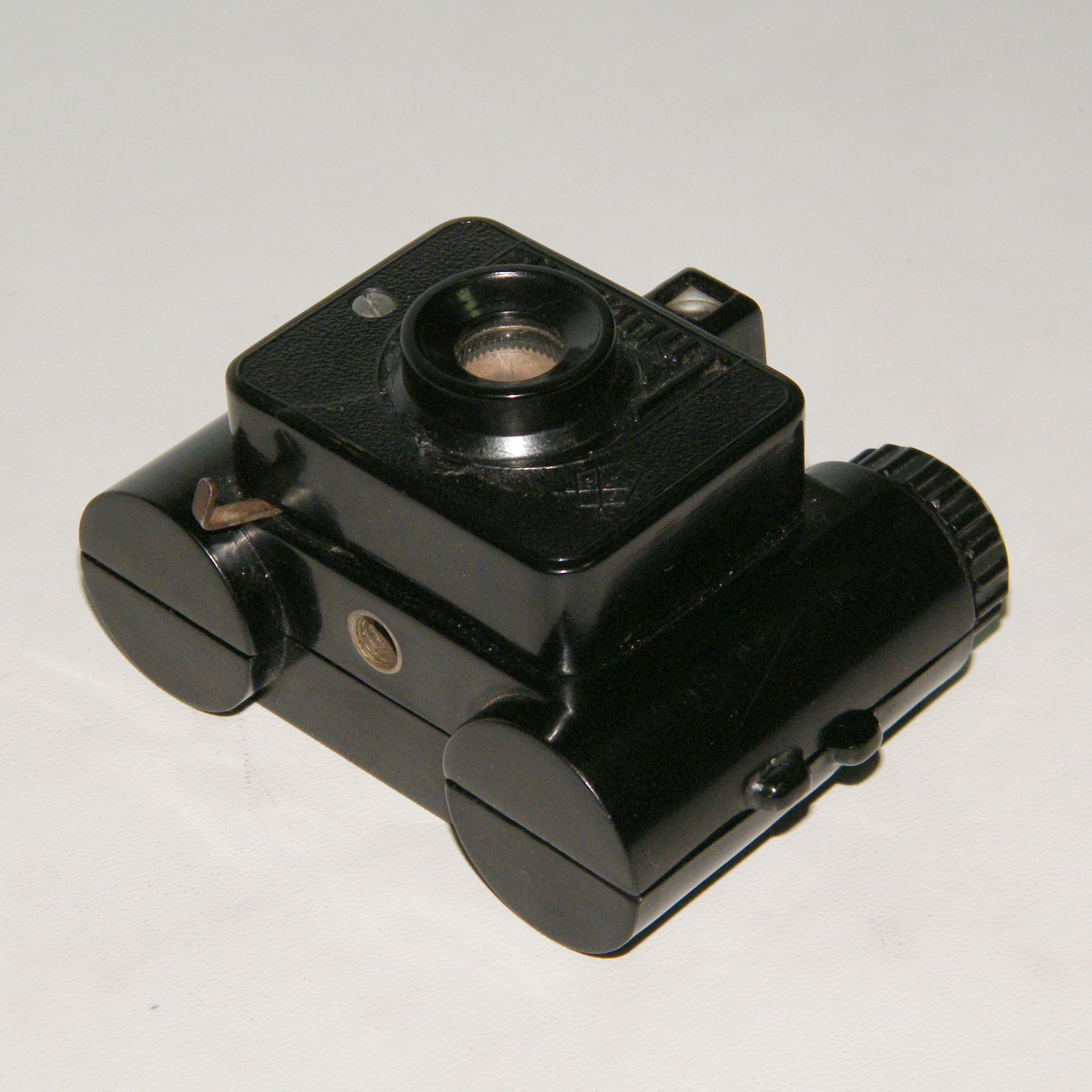
Вид снизу
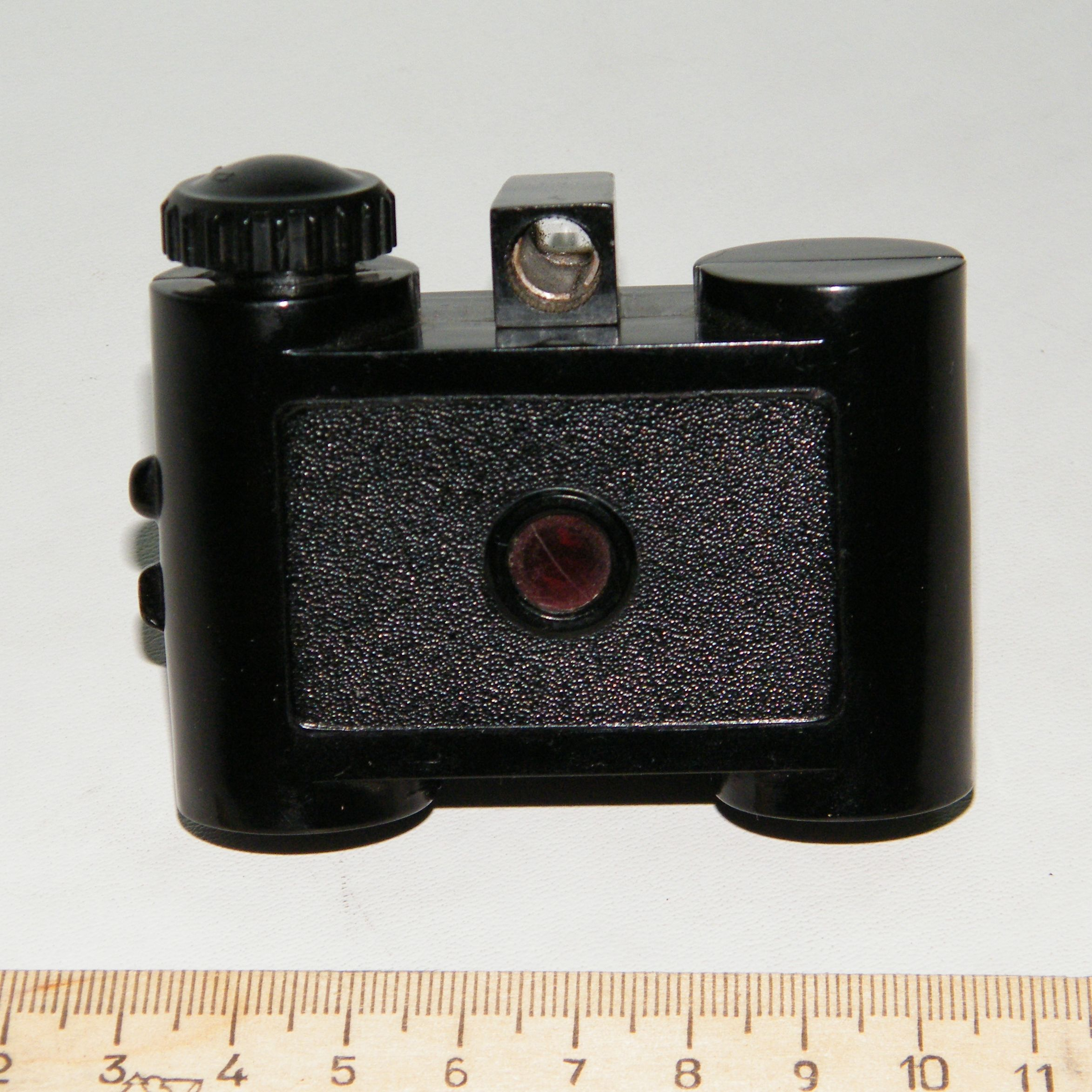
В сравнении с линейкой
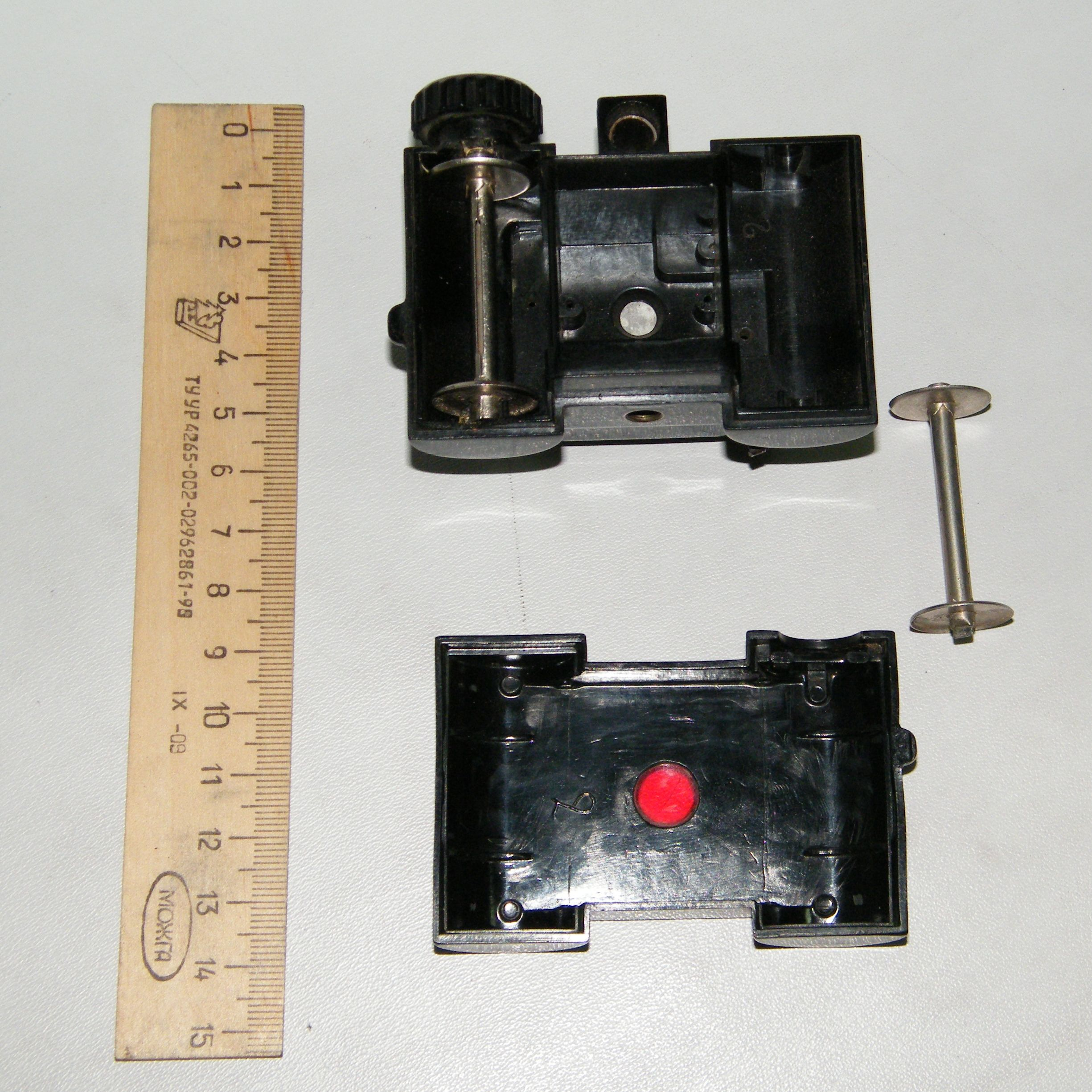
Фотоаппарат раскрыт